# Sterygma (grzyby)

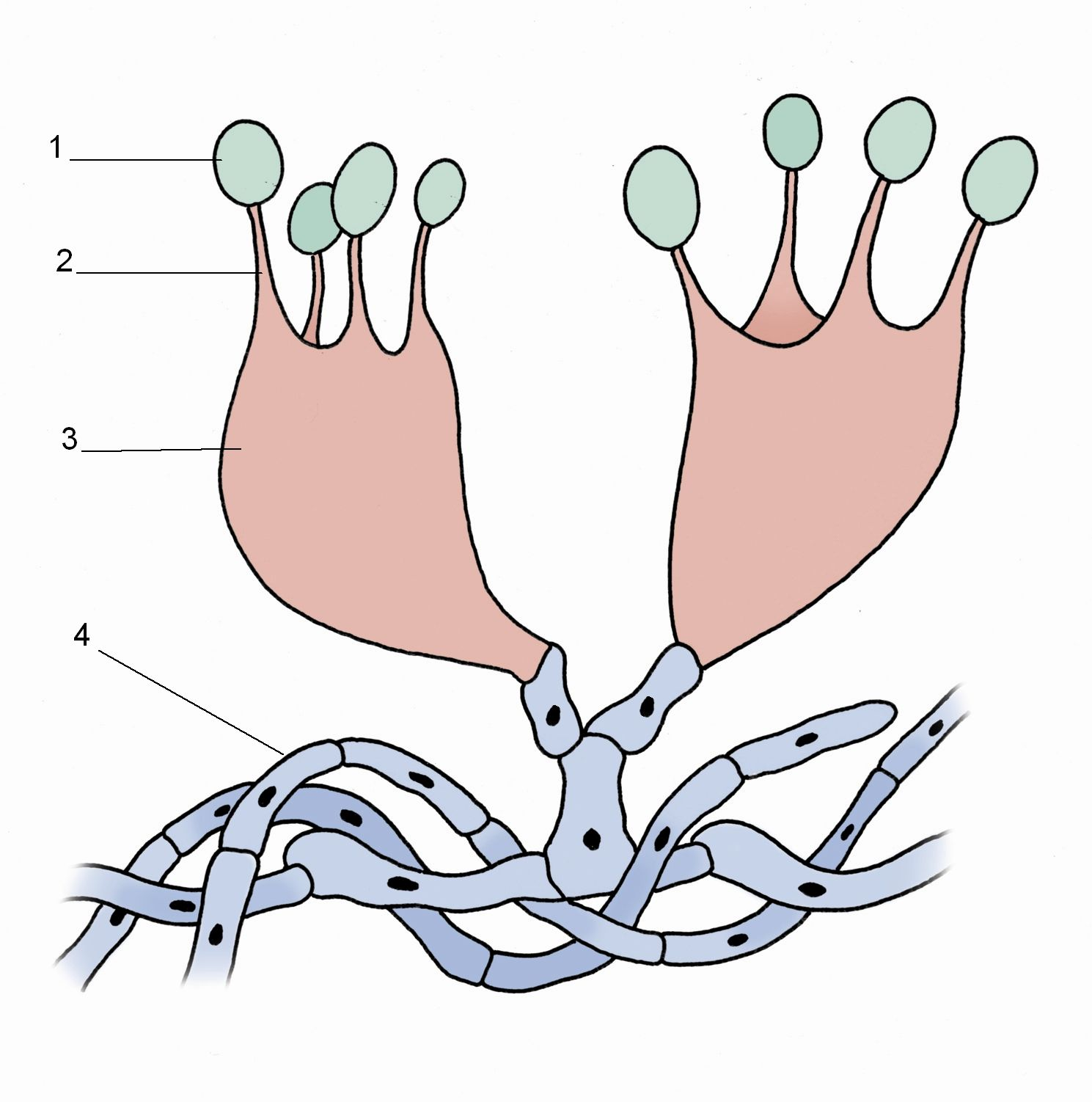
Strzępki i wyrastające z nich dwie 4-sterygmowe podstawki z zarodnikami

Sterygma (łac. sterigma) – u podstawczaków część podstawki, na której wyrasta zarodnik (bazydiospora). U grzybów z grupy tzw. złożonopodstawkowych z jednej komórki podstawki wyrasta jedna tylko sterygma. Następuje to najczęściej na górnej części podstawki, ale np. u uszakowców (Auriculariales) sterygmy wyrastają z boku podstawki. U złożonopodstawkowych sterygmy są zwykle wydłużone, by wynieść zarodniki na powierzchnię owocnika. U grzybów z grupy pojedynczopodstawkowych podstawki najczęściej są 4-sterygmowe, rzadziej 2-sterygmowe i sterygmy te są znacznie krótsze, niż u złożonopodstawkowych. Morfologia sterygm ma znaczenie przy mikroskopowym oznaczaniu niektórych gatunków grzybów.
Po dojrzeniu zarodników u większości grzybów podstawkowych odrywają się one od sterygm, które zostają na podstawkach. U niektórych grzybów jednak, np. u niektórych wnętrzniaków sterygmy odrywają się od podstawek razem z zarodnikami. W miejscu oderwania się od sterygmy często na zarodniku znajduje się wnęka zarodnika (hilum), a obok niej wyrostek wnęki (apiculus, hilar appendage).
Opis do rys:
1 – bazydiospora
2 – sterygma
3 – podstawka
4 – strzępka